# 삼산화 이질소
삼산화 이질소(dinitrogen trioxide)는 질소와 산소로 이루어진, 질소 산화물의 일종이다. 분자식은 N2O3이다. 아질산의 무수물이다.

## 성질
액체 상태에서는 진한 청색을 띤다. 삼산화 이질소는 고체 상태에서만 순수하게 존재하는데, 이는 고온에서는 다음과 같은 반응을 일으켜 일산화 질소와 이산화 질소로 분해되기 때문이다.
N2O3 ⇄ NO + NO2
이 반응은 액체 상태에서도 약간 일어나고, 상온에서 기체 상태일 때는 거의 모든 분자가 일산화 질소와 이산화 질소로 분리된다. 염기성 용액에 녹을 경우 아질산 이온이 형성된다.

## 참고 문헌
- Parker, S. P. et al., McGraw-Hill encyclopedia of chemistry, New York: McGraw-Hill, 1993.